# Botxan
Botxan és una novel·la de l'escriptor japonès Natsume Sōseki, escrita el 1906. Es va editar per primer cop en català el 1999 i ha estat reeditada el 2008 per Edicions Proa, a la col·lecció A tot vent i amb el número 378. El mateix 2008 ha estat finalista del Premi Llibreter de narrativa. La traducció va anar a càrrec de Sanaé Tomari, Mercè Sans i Cristina Sans.

## Argument
Botxan en japonès, com en català, vol dir senyoret amb el doble sentit també que té, és a dir, fill del senyor però també persona ben acostumada i sense experiència. El protagonista és un noi que ens explica els seus orígens familiars a Tòquio, on no era massa apreciat i totes les atencions anaven envers el seu germà, a qui, per diversos motius, no suporta. Quan moren els pares, el germà li deixa uns diners que ell decideix invertir a formar-se en una escola de física. Aquesta formació li servirà perquè li donin una feina de professor de matemàtiques al sud del país, concretament a l'illa de Shikoku, que de seguida ell veurà com un lloc provincià i ple de gent mancada del sentit de la lleialtat. A Tòquio només hi deixa Kiyu, la serventa de la família, que li promet que l'estarà esperant i que és qui sempre l'anomena botxan.
El protagonista és un noi ingenu, que es deixa influir pels seus companys professors d'institut amb força mala fortuna, ja que s'enemista amb els que li són amics i s'apropa a gent poc respectable. Els seus costums més o menys elevats (o propis d'algú de la capital) que té quan arriba seran un altre punt feble en aquell lloc provincià, ja que li suposaran burla i difamació. Per sort, acabava veient els veritables companys i li molesta en gran manera el comportament hipòcrita d'aquells que l'han volgut manipular, de manera que després d'un seguit de baralles, decideix dimitir del càrrec de professor i retornar a Tòquio, cosa que el fa extremadament content. A Tòquio es retroba amb la Kiyu, l'antiga serventa de la seva família que l'ha estat esperant i que el cuidarà fins que ella es mori.
La novel·la té certs punts d'autobiografia de l'autor i és una de les que té més èxit al Japó, fins al punt que el personatge és d'aquells que tothom coneix.